# 河野通直 (彈正少弼)
河野通直（1500年—1572年10月3日）是日本戰國時代於伊予國的武將、戰國大名。河野氏第36代當主。父親是河野通宣。

## 生平
在明應9年（1500年）出生，家中嫡男。永正16年（1519年），因為父親通宣死去而繼承家督。天文9年（1540年），成為室町幕府御相伴眾。因為自身沒有嗣子（有異說），於是打算迎女婿兼水軍頭領村上通康為後繼者，不過招致家臣團反發、以及與予州家的當主通存（河野通春的孫兒）出現家督繼承問題，於是與通康一同從湯築城逃到來島城。此後，把家督讓予通存的兒子通政（一說為自己的實子），因此失去權力，不過在通政死去後，恢復河野家當主的地位。此後，在天文末期，與通政的弟弟通宣（一說為自己的實子）爭奪家督，最終被通康放捨，再次失勢。
在元龜3年8月26日（1572年10月3日）死去。享年72歲。

## 異說
根據近年研究，與通康爭奪當主的通政（後來的晴通）和其弟通宣，很可能是通直的實子（舊說為予州家當主）。
另外，關於被稱為「來島騷動」的爭鬥，並非單純的家督爭鬥，而是大內氏、大友氏、土佐一條氏、尼子氏、安藝武田氏等勢力在瀨戶內地方的權力爭鬥，是由河野家內部的外交方針對立而形成。

## 外部連結
- 武家家伝＿河野氏 （页面存档备份，存于）